# Alessandro Scarlatti
Alessandro Scarlatti (født 2. maj 1660, død 24. oktober 1725) var en italiensk komponist.
Som barokkomponist er han især kendt for sine operaer og kantater. Han fik to sønner, der også blev komponister, Domenico Scarlatti og Pietro Filippo Scarlatti.
Scarlatti var utrolig produktiv. Han skrev Messer, Stabat mater, Salve regina, 15 solokantater, 12 concerti grossi, fugaer, orgelværker, 550 cembalosonater.

## Liv

### Tidlige år
Alessandro Scarlatti var ældste søn af sangeren Pietro Scarlatti og Eleonora d'Amato. Fem i søskendeflokken blev professionelle musikere, tre blev sangere og foruden Alessandro blev Francesco (1666–1741) komponist.
Sandsynligvis fik Scarlatti sin første musikoplæring af faderen eller af en formodet onkel på mødrende side, Vinzenzo Amato, som var maestro di cappella ved katedralen i Palermo. I 1672 blev tolv år gamle Alessandro og to yngre søstre sendt til Rom. Årsagen kan have været sult og uro i Palermo, men det var heller ikke usædvanlig at fattige familier placerede talentfulde børn i omgivelser, hvor de fik større muligheder for at udvikle sig. Det er ikke kendt hvad slags musikoplæring Scarlatti fik i Rom; sandsynligvis blev han placeret i en korskole i tilknytning til en stor kirke eller et præsteseminar. I byens aktive musikliv blev han kendt med musikken hos mange af tidens store komponister og begyndte at tiltrække sig rige mæceners opmærksomhed. Scarlatti var hele livet afhængig af rige musikelskere og var flink til at pleje sine kontakter. Det bliver antaget, at Giacomo Carissimi gav ham undervisning i komposition, men der foreligger ingen dokumentation, som kan støtte antagelsen.
Den tidligste kendte dokumentationen om Scarlattis ophold i Rom er vielsesattesten fra 12. april 1678, da han giftede sig med Antonia Anzaleone. De fik 7 sønner og 3 døtre, men kun 5 ser ud til at have overlevet barndommen. To blev professionelle musikere: Pietro Filippo blev organist og komponist og Domenico en berømt cembalist og en betydelig komponist.

### Kapelmester i Rom, Napoli og Firenze
Den første kendte opførsel af Scarlattis musik var et bestillingsværk for Arciconfraternità de Ss Crocifisso, et oratorium som blev opført i begyndelsen af 1679, sandsynligvis 24. februar. De næste år boede Scarlatti i  Palazzo Bernini, understøttet af sønnerne af billedhuggeren og arkitekten Giovanni Lorenzo Bernini. Her fik han opført sin første opera, Gli equivoci nel sembiante som blev en dundrende succes og snart opført i Bologna, Napoli, Wien (til karnevalet i 1681), Ravenna og Palermo. Successen gjorde, at den abdicerede dronning Christina af Sverige blev opmærksom på den unge komponist, og i librettoen til hans anden opera, L'honestà negli amori, omtales han som hendes maestro di cappella. Fra denne periode i Rom stammer yderligere tre operaer, seks oratorier og mange solokantater. Scarlatti blev på kort tid det romerske aristokratis yndling, specielt som kantatekomponist, og stod i nær kontakt med adelsfamilierne Bernini, Colonna, Panfili, Ottoboni og Ruspoli.
I 1683 fik Scarlatti sin første officielle stilling, som kapelmester ved kirken San Girolamo della Carità. Efter en sandsynlig introduktion af marchese di Carpio, ambassadør til Spanien i Vatikanet, som i januar 1683 var blevet udnævnt til vicekonge af Napoli, opførte Scarlatti operaen La Psiche i Napolis Teatro San Bartolomeo under karnevalsæsonen 1683/84 . I 1684 blev han vicekongens kapelmester og beklædte denne post frem til 1702, kun afbrudt af en kort periode i januar til marts 1688. I 1689 var han en kort tid lærer ved Conservatorio di Santa Maria di Loreto i Napoli, ellers ser det ud til, at han kun var aktiv som pædagog i sine sidste leveår.
I 1680-erne var ikke Napoli det operacenter, som byen blev senere, og i næsten to tiår var over halvdelen af alle operaerne, som blev opført i byen, skrevet af Scarlatti. Scarlattis 18 år i Napoli var prægede af ihærdigt arbejde, han skrev operaer i et stadig stigende tempo, og mange fandt vejen til andre italienske byer – enkelte ud over Italiens grænser. Gennem 1690-erne skærpedes kravene: hvert eneste år skulle to til tre operaer skrives, indøves og opføres. Desuden forventede vicekongen og andre, at han skrev serenader, oratorier og kantater. Scarlatti begyndte endvidere at blive frustreret over den frivole musiksmag i byen, eksempelvis blev seriøse venetianske operaer piftet op med komiske scener for at tilfredsstille det napolitanske publikum. Rundt århundredskiftet ulmede den politiske uro, som førte frem til den spanske arvefølgekrig de privilegeredes position og gjorde Scarlattis situation usikker.
I juni 1702 fik han tilladelse til at rejse fra Napoli i fire måneder og tog sønnen Domenico med sig til Firenze. Prins Ferdinando de' Medici, søn af storhertug Cosimo III av Toscana, var en dygtig musiker og en fremstående musikmæcen i årene 1680 til 1710. Han havde allerede sørget for et tital opførelser af Scarlattis operaer i Siena, Livorno, Firenze og i Villa Medicea di Pratolino, og Scarlatti håbede på en fast stilling hos ham. Scarlatti opførte en omarbejdet version af Flavio Cuniberto i Pratolino, men den faste stilling blev der ikke noget af, og i december kom han stærkt forsinket tilbage til Napoli og genoptog funktionen som leder af cappella reale.

### Kirkemusik i Rom
31. december 1703 accepterede Scarlatti en post som hjælpekapelmester ved Santa Maria Maggiore i Rom og omtrent på samme tid gik han på ny i kardinal Ottobonis tjeneste. Udsigterne i Rom var ikke gode, pave Innocens XII havde nedlagt forbud mod al teater- og operaopførsel i byen og forbuddet blev først ophævet af pave Klemens XI i 1710. Så Scarlatti koncentrerede sig især om kirkemusik, og de fleste af hans oratorier kom på denne tid. Han opførte godt nok to operaer i Venedig i 1707 og sendte flere nyskrevne operaer til Ferdinando i Firenze, som sørgede for at få dem opført der. Med undtagelse af nogle fragmenter med usikkert ophav er alle tabt.
Udover oratorierne skrev Scarlatti mange kantater og serenader for Ottoboni, Panfili og andre. Han nød stor respekt i byen, og under pseudonymet "Terpandro Politeio" blev han sammen med Bernardo Pasquini og Arcangelo Corelli den 26. april 1706 indvalgt i Accademia dell'Arcadia, en kreds af lærde, som forsøgte at genoplive og pleje antikkens ånd gennem dyrkning af idyllisk hyrdepoesi. Det var Scarlattis evne til at improvisere og skrive tekst og musik til solokantater, som havde forbløffet medlemmerne. I maj 1707 blev Scarlatti udnævnt til kapelmester ved Santa Maria Maggiore.

### Opera i Venezia, Napoli og Rom
Under karnevalet i 1707 forsøgte Scarlatti at erobre det venetianske publikum ved at opføre to nye operaer, Mitridate Eupatore og Il trionfo della libertà, i Teatro Grimani. I stedet for den vanlige tredelte libretto med sin intrigemættede handling, var Girolamo Frigimelica-Robertis libretti til disse operaer femdelte og holdt strengt i et mønster efter den klassiske franske tragedie. Dette forsøget på at hæve niveauet for den italienske og specielt den venetianske opera, blev imidlertid ikke mødt med særlig entusiasme hos publikum.
Efter, at den spanske overhøjhed i Napoli var ovre, udnævnte den østrigske vicekonge, kardinal Vincenzo Grimani, Scarlatti til kapelmester ved Cappella Reale. Dette skete 1. december 1708 og allerede i januar året efter opførte Scarlatti sin nye opera Teodosio. Denne anden periode som kapelmester i Napoli blev præget af en række glitrende, påkostede operaer opførte ved Teatro San Bartolomeo. Af operaer, som kom i denne periode, blev Tigrane den allerstørste succes, mens eftertidens favorit nok er Griselda (1721). Scarlatti begyndte at interessere sig for instrumentalmusik ret sent i livet, i juni 1715 startede han på at skrive på sine 12 Sinfonie di concerto grosso og skrev sandsynligvis på samme tid anden orkester- og klaviaturmusik.
Fra 1717 til 1722 opholdt Scarlatti sig på ny hovedsagelig i Rom. Pave Klemens XI slog ham til ridder i 1715, hvilket fremgår af dedikationen i Missa Clementina II (1716). I Rom afsluttede Scarlatti sin lange operakarriere med flere værker på Teatro Capranica. Han skrev i forordet til Griselda (1721), at den er hans 114. opera. Punktum blev sat med en omarbejdet version af Arminio, en opera han oprindelig skrev for Pratolino i 1703.
Scarlatti trak sig tilbage til Napoli i 1722 og levede sine sidste år i ro og fred. Få måneder før sin død mødte han fløjtenisten og komponisten Johann Joachim Quantz, og en samling sonater for fløjte og strygere er et muligt resultat af dette møde. Scarlatti gav også Johann Adolf Hasse kompositionsundervisning på denne tid.

## Gravsted
Scarlattis grav befinder sig i Cecilia-kapellet ved S. Maria di Montesanto i Napoli. Epitafiet er skrevet af kardinal Pietro Ottoboni og har en ordlyd som betyder omtrent: "Her hviler ridder Alexander Scarlatus, som udmærkede sig med sin selvbeherskelse, generøsitet og fromhed, og [som] en stor musikfornyer."

## Værker

### Operaer
Scarlatti opstillede selv en liste over 117 egenskrevne operaer, men listen indeholder nok enkelte bearbejdelser og gennemkomponerte arier.
I Scarlattis anden opera L'onestà degli amori forkynder to komiske figurer, at operaen består af "canzoni belle, nove, e varie" ("smukke, nye og varierede sange") og det kan stå for Scarlattis succesopskrift. Rosmene (1686), skrevet for kardinal Benedetto Pamphili, er en de operaer, som blev mest kendt i Scarlattis egen levetid. Frem til 1696 havde han nærmest en monopolstilling som operakomponist i Napoli og bidrog i høj grad til den napolitanske operas udvikling.
I princippet var Scarlatti en traditionalist men fik sin musikhistoriske betydning ved at indføre temposkemaet hurtig – langsom – hurtig i den tresatsige sinfonia, som han fra og med Dal male il bene regelmæssigt brugte som indledning til sine operaer. Scarlattis form dannede snart mønster for de italienske operakomponisters "sinfonia", og med denne form som udgangspunkt startede udviklingen, som førte frem til den klassiske symfoni.
Scarlatti så det som operakomponistens vigtigste opgave at give et musikalsk udtryk for menneskesindets alle nuancer. For at hjælpe sig i forsættet havde han ved siden af en uudtømmelig melodisk inspiration også et righoldig harmonisk vokabular, som han brugte uden at sky hverken skarpe dissonanser eller dristige modulationer. Ariemelodierne er ikke først og fremmest tænkt at være iørefaldende melodier, men snarere spændingsfyldte sanglinjer som lig en feberkurve tegner scenefigurens sindsstemning.
I recitativene lagde Scarlatti vægt på en plastisk musikalsk fremstilling af teksten, og udmalede specielt følelsestunge eller indholdsmættede nøgleord med illustrerende koloraturer. Ellers bliver han regnet som ophavsmanden til det orkesterledsagede accompagnato-resitativ, som han brugte hyppigt fra og med Olimpia vendicata, når han ønskede at understrege dramaturgisk vigtige situationer.
I de tidlige operaer finder man talrige korte arier i strofisk form, som den kendte "Già il Sole del Gange" fra L'honestà negli amori. Samtidig begynder da capo-arien at slå igennem. Den fandtes allerede i midten af 1600-tallet, men takket være det indhold, som Scarlatti fyldte den med, blev formen snart lige så dominerende som ouvertureformen, han indførte, og en rad da capo-arier danner den musikalske rygrad i praktisk talt alle italienske operapartiturer mellem 1690 og 1770, i det mindste inden opera seria-genren.
Scarlatti udvidede operaformens dimensioner gennem hele sin skaberperiode og styrkede orkestrets rolle. I alle arierne danner et gennemgående generalbasakkompagnement det harmoniske fundament og er i enkelte af de tidlige operaer den eneste instrumentledsagelse. Snart tilkom der nogen strygeinstrumenter, som udfører før-, mellem- og efterspillene (ritornellerne), men som tager pause under sangen. Udviklingen førte til sidst til kunstfærdigt gennemkonstruerede strukturer med tætvævede vokale og instrumentale sektioner, hvor det musikalske materiale er ligeligt fordelt på sang og instrumenter. Scarlatti sparede ikke på kontrapunktiske finesser, hvilket kan være grunden til, at publikum, forkælede som de var blevet på mere letfordøjelig kost, svigtet de sidste af hans operaer.

### Kantater
Over 600 kammerkantater kan med stor grad af sikkerhed tilskrives Scarlatti, mens over 100 har et mere usikkert ophav. Mens operaerne henvendte sig til alle samfundslag, var disse verdslige kantater for én eller to sangstemmer overvejende beregnede på et publikum af kendere og liebhavere. Teksterne var ofte skrevet af musikelskende aristokratiske amatører og behandler ofte stof hentet fra den antikke mytologi og hyrdedigtning. Musikalsk består kantaterne af tre eller fire arier med recitativer, som sammenknytter handlingen, i kantaterne for to stemmer forekommer der også duetter. Ved siden af et rent generalbasakkompagnement medvirker ofte koncerterende soloinstrumenter, for eksempel en trompet i den omfangsrige solokantate Su le sponde del Tebro. Scarlatti var en f de sidste med så vigtige bidrag til denne hundrede år gamle kantatetradition.

### Oratorier og anden kirkemusik
Ved siden af kristen-allegoriske temaer (La Santissima Trinità) og helgenlegender (San Filippo Neri), behandlede Scarlatti med forkærlighed stof fra Det gamle testamente (eksempelvis Sedecia Re di Gerusalemme) i sine oratorier. Specielt sidstnævnte er udstyret med musikalske og dramaturgiske midler hentede fra tidens operaer, men blev opførte koncerten og – for at omgå pavens forbud mod sceniske opførsel – ofte i private sammenhænge. I realiteten er Scarlattis oratorier maskerede operaer.
Messene, motetterne og den øvrige kirkemusik er af forholdsvis mindre betydning. Undtaget er messen Santa Cecilia (1721), som er det første forsøg i en stil, som nåede højdepunktet med Johann Sebastian Bach og Ludwig van Beethovens store messer. Desuden hører en streng og rørende Johannespassion fra ca. 1680 til Scarlattis bedste kirkemusikalske værker.

### Instrumentalværker
I årene 1715–1725 skrev Scarlatti concerti grossi, kammersonater og en mængde toccataer og korte cembalostykker. I form og stil er instrumentalmusikken ganske gammeldags og lidet interessant sammenlignet med hans samtidige Corelli og den yngre Vivaldi. Det bedste af hans instrumentalmusik er ouverturerne og ritornellerne i operaerne.
Scarlattis sene sonater for fløjte og strygere kan være skrevet for eleven Johann Joachim Quantz i 1724/25.

### Værker i udvalg
Operaer (librettist, sted og året for uropførelse)
| - Gli equivoci nel sembiante (D. F. Contini; Rom 1679) - L'honestà negli amori (D. F. Bernini eller D. F. Contini; Rom 1680) - Tutto il mal non vien per nuocere (D. G. de Totis; Roma 1681, Revideret som Dal male il bene Napoli 1687) - Il Pompeo (N. Minato; Rom 1683) - Olimpia vendicata (A. Aureli; Napoli 1685) - Clearco in Negroponte (A. Arcoleo; Napoli 1686) - La Statira (P. Ottoboni; Rom 1690) - La Rosaura (G. B. Lucini; Rom 1690) - La Teodora Augusta (A. Morselli; Napoli 1692) - II Flavio Cuniberto (M. Noris; Napoli 1693) - Pirro e Demetrio (A. Morselli; Napoli 1694) - La caduta de' Decemviri (S. Stampiglia; Napoli 1697) - La donna ancora è fedele (D. F. Contini; Napoli 1698) - Il prigioniero fortunato (F. M. Paglia; Napoli 1698) | - L'Eraclea (S. Stampiglia; Napoli 1700) - Arminio (A. Salvi; Pratolino 1703) - Mitridate Eupatore (G. Frigimelica-Roberti; Venedig 1707) - Il trionfo della libertà (G. Frigimelica-Roberti; Venedig 1707) - L'Amor volubile e tiranno (G. D. Pioli, bearbejdet af G. Papis; Napoli 1709) - La principessa fedele (A. Piovene; Napoli 1710) - Scipione nelle Spagne (A. Zeno; Napoli 1714) - Tigrane (D. Lalli; Napoli 1715) - Carlo Re d'Allemagna (F. Silvani; Napoli 1716) - Telemaco (C. S. Capeci; Roma 1718) - Il trionfo dell'onore (F. A. Tullio; Napoli 1718) - Cambise (D. Lalli; Napoli 1719) - Marco Attilio Regolo (M. Noris; Rom 1719) - Griselda (A. Zeno, bearbejdet af F. M. Ruspoli; Rom 1721) |